# Anguilla mossambica
Anguilla mossambica is een  straalvinnige vissensoort uit de familie van echte palingen (Anguillidae). De wetenschappelijke naam van de soort is voor het eerst geldig gepubliceerd in 1852 door Peters.
De diersoort komt voor in Zimbabwe.